# کوچین شیپیارد
کوچین شیپیارد (انگلیسی: Cochin Shipyard) شرکت دولتی کشتی‌سازی هندی است، که در سال ۱۹۷۲ تأسیس شد.